# A. W. Yrjänä
A. W. Yrjänä (Aki Ville Yrjänä, nacido el 30 de julio de 1967) es un poeta, cantautor y bajista del grupo CMX finlandés. Ha publicado cuatro poemarios al margen de su trabajo como músico. Sus letras han tenido mucho éxito en la escena finesa de los 1990 y 2000, de hecho se le ha llegado a citar como el mejor músico de rock finlandés[cita requerida]. A. W. Yrjänä estudió teología y religión comparativa en la Universidad de Helsinki, y sus letras están plagadas de imágenes religiosas.

## Poemarios
- Arcana (Like, 1997)
- Rota (Like, 2000)
- Somnia (Johnny Kniga, 2003)
- Mechanema (Johnny Kniga 2006)

Los dos primeros se editaron en el CD Arcana & Rota, que él mismo recitaba.